# Günter Eckert
Günter Eckert, auch Günther Eckert geschrieben, (* 1. Oktober 1918 in Breslau; † 5. Januar 2008 in Viersen) war ein deutscher Fußballspieler. Er war von Beruf Schlosser. Eckert spielte von 1937 bis 1941 als rechter Halbstürmer für den Breslauer FV 06 in der Gauliga Schlesien. Sein Verein verpasste 1939/40 die Teilnahme an der Endrunde der Deutschen Fußballmeisterschaft knapp, als er das Endspiel um die Gaumeisterschaft Schlesiens gegen Vorwärts-Rasensport Gleiwitz verlor.
Von 1945 bis 1946 spielte Eckert für die SpVgg Fürth in der Oberliga Süd.